# 黄方毅
黄方毅（1946年—），汉族，中华人民共和国政治人物、第十一届全国政协委员。

## 生平
担任北京市国有资产经营管理有限公司研究员。2008年，当选第十一届全国政协委员，代表特别邀请人士，分入第五十七组。并担任经济委员会专委。